# 双零方案
双零方案（英語：Zero Option）最初指由美国提出的，美苏双方从欧洲撤出所有中程弹道导弹的提案，这一提案后来发展为《中程导弹条约》，目前这一术语往往指的是「世界各地消除核武器的愿景」。

## 建议和反应

### 初步
美国总统罗纳德·里根于1981年11月18日提出了这一方案。他提出：
“如果苏联将取消其以西欧为目标部署的SS-4，SS-5和SS-20导弹，美方将不再继续部署潘兴二号和巡航导弹”
起初，欧美反核人士谴责道：
“双零方案实际上是故意以一种很难让苏方接受的方式提出的，其旨在让苏方拒绝这一提案，进而让美方有更充分的理由部署新型导弹。”
当时，该提案引起了广泛的国际关注。尤其是在西德，双零方案的德语译词Nullösung被德意志之声选为1981年年度最佳词汇。

### 后续
美国总统罗纳德·里根的消除核武器的愿景远远超出了中程导弹条约的目标。
1984年1月16日，美国总统罗纳德·里根发表讲话说：
“我们的目标是消除核武器。实际上，我支持所有核武器采用双零方案。正如我之前所说，我的梦想是看到核武器将从地球上消失的那一天。”
截至1991年5月底，根据中程导弹条约而取消的隶属苏美的核导弹总数为2,692枚。这项协议从欧洲取消了苏美中程、短程核力量，被人们普遍认为是结束冷战的关键一步。